# Parodia tuberculata
Parodia tuberculata är en kaktusväxtart som beskrevs av Martín Cárdenas Hermosa. Parodia tuberculata ingår i släktet Parodia och familjen kaktusväxter. Inga underarter finns listade i Catalogue of Life.

## Bildgalleri

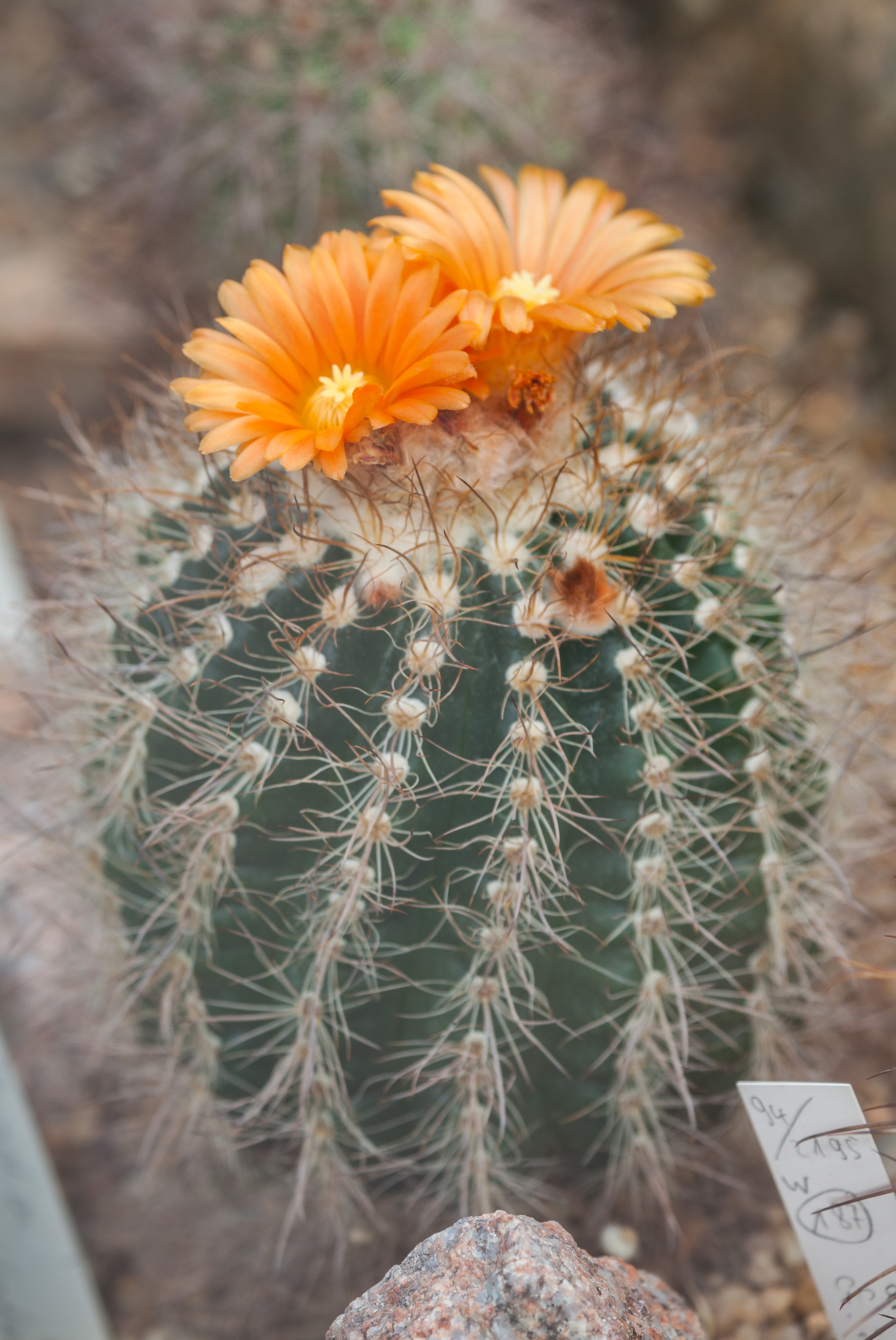